# اوبرن (نبراسکا)
اوبرن(به انگلیسی: Auburn) شهری در ایالت نبراسکا کشور ایالات متحده آمریکا است که جمعیت آن در سرشماری سال ۲۰۱۰ میلادی، ۳٬۴۶۰ نفر بوده‌است.